# БезГМО
'Без ГМО' (Без ГеМеО) — музичний рок фестиваль закритого типу, який відбувається з 2010 року щорічно двічі на рік в місті Чортків на Тернопільщині. Засновником фесту є Чортківський рок-гурт Периферія.

Мета проекту — популяризація українського року і металу. БезГМО виступає в підтримку здорової молоді та пропагує здоровий спосіб життя.

## Хронологія
2010 рік, 31 жовтня

Учасники:
- Периферія (Чортків)
- Rattl'Head (Тернопіль)
- Медовий Полин (Борщів)
- Траєкторія (Товсте)
- Faktorial (Бучач)
- Одеон (Тернопіль)
- 100ЖАРИ (Чортків)

2011 рік, 27 лютого

Учасники:
- Моноліт (Шостка)
- Вогні Цитаделі (Тернопіль)
- Azgard (Тернопіль)
- Confession Forever (Чортків)
- Faktorial (Бучач)
- Neon Sun (Львів)
- Rattl'Head (Тернопіль)
- Медовий Полин (Борщів)
- Одеон (Тернопіль)
- Траєкторія (Товсте)

2011 рік, 17 червня

Учасники:
- Периферія (Чортків)
- Bazooka Band (Львів)
- Летаргия (Запоріжжя)
- Вогні Цитаделі (Тернопіль)
- Бензопілін (Хмельницький)
- Neon Sun (Львів)
- Astrea (Чернівці)
- Bation (Золочів)

2011 рік, 28 жовтня Halloween-party

Учасники:
- Периферія (Чортків)
- Astrea (Чернівці)
- 100ЖАРИ (Чортків)
- Моноліт (Шостка)
- Медовий Полин (Борщів)

2012 рік, 10 лютого Зимовий рок-епатаж

Учасники:
- Периферія (Чортків)
- Azgard (Тернопіль)
- Медовий Полин (Борщів)
- Мій Батько П'є (Рівне)
- ЧöБі (Рівне)
- АННА (Львів)

2012 рік, 25 травня Дикі танці

Учасники:
- Периферія (Чортків)
- Серцевий Напад (Чернівці)
- Медовий Полин (Борщів)
- IMPERA (Івано-Франківськ)
- Алоізій Карамболь (Тернопіль)
- The Secrets Between Us (Тернопіль)

2012 рік, 22 липня Акустика

Учасники:
- Периферія (Чортків)
- Небраска (Дрогобич)
- Одеон (Тернопіль)
- Медовий Полин (Борщів)

2012 рік, 4 листопада Halloween-2012

Учасники:
- Контраст (Скала-Подільська)
- Брем Стокер (Рівне)
- Медовий Полин (Борщів)
- IMPERA (Івано-Франківськ)
- Veritas (Чортків)
- ForceOut (Золочів)

2013 рік, 24 березня Апельсиновий драйв!

Учасники:
- Механічний Апельсин (Львів)
- Медовий Полин (Борщів)
- Периферія (Чортків)
- DOUBLE BUBBLE (Тернопіль)
- SuperKeks (Чернівці)